# George Farmer Burgess

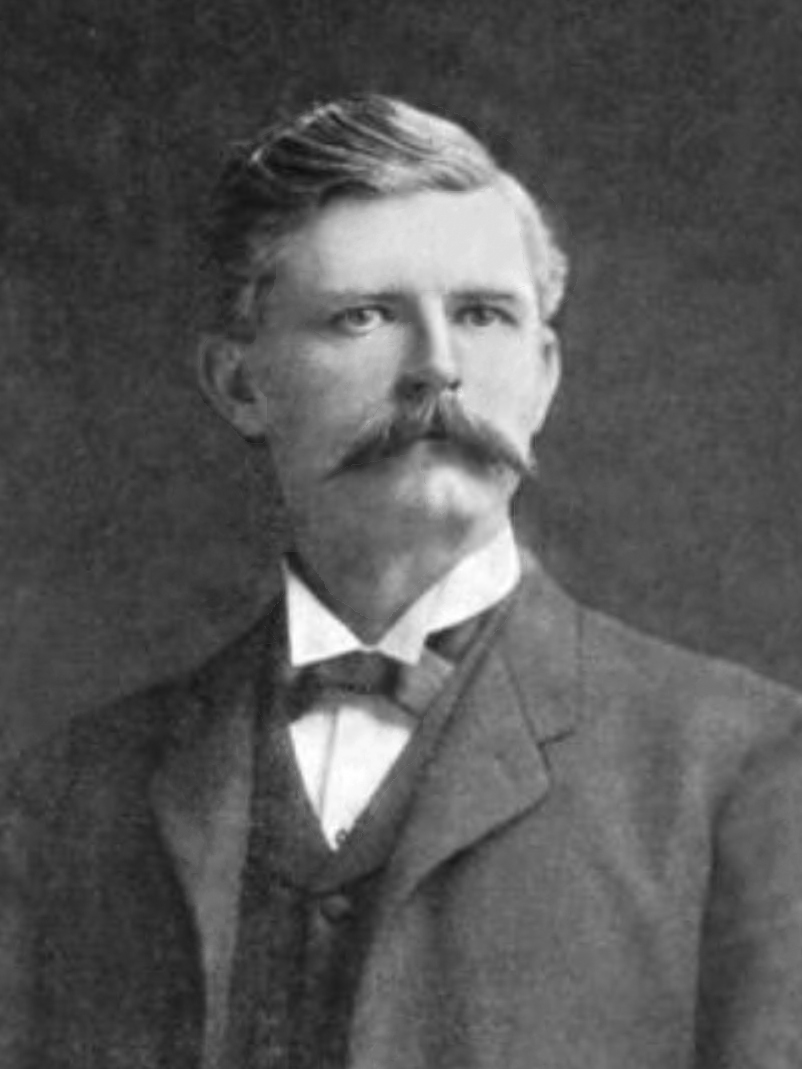
George Farmer Burgess

George Farmer Burgess (* 21. September 1861 in Wharton, Wharton County, Texas; † 31. Dezember 1919 in Gonzales, Texas) war ein US-amerikanischer Politiker. Zwischen 1901 und 1917 vertrat er den Bundesstaat Texas im US-Repräsentantenhaus.

## Werdegang
George Burgess besuchte die öffentlichen Schulen seiner Heimat. Im Jahr 1880 zog er mit seiner Mutter in das Fayette County, wo er in der Landwirtschaft arbeitete. Später war er als Ladenangestellter beschäftigt. Nach einem anschließenden Jurastudium und seiner 1882 erfolgten Zulassung als Rechtsanwalt begann er in La Grange in diesem Beruf zu praktizieren. Im Jahr 1884 zog er nach Gonzales, wo er zwischen 1886 und 1889 Bezirksstaatsanwalt im dortigen Gonzales County war. Gleichzeitig schlug er als Mitglied der Demokratischen Partei eine politische Laufbahn ein.
Bei den Kongresswahlen des Jahres 1900 wurde Burgess im zehnten Wahlbezirk von Texas in das US-Repräsentantenhaus in Washington, D.C. gewählt, wo er am 4. März 1901 die Nachfolge von Robert B. Hawley antrat. Nach sieben Wiederwahlen konnte er bis zum 3. März 1917 acht Legislaturperioden im Kongress absolvieren. Seit 1903 vertrat er dort als Nachfolger von Albert S. Burleson den neunten Distrikt seines Staates. Im Jahr 1913 wurden der 16. und der 17. Verfassungszusatz ratifiziert.
1916 strebte George Burgess erfolglos die Nominierung seiner Partei für die Wahlen zum US-Senat an. Nach dem Ende seiner Zeit im US-Repräsentantenhaus arbeitete er wieder als Anwalt. Er starb am 31. Dezember 1919 in Gonzales, wo er auch beigesetzt wurde.